# M79 Osa
El Lanzacohetes Manual M79 90 mm apodado "Osa" (palabra que significa avispa en serbio) es un ligero, reutilizable, y eficaz lanzacohetes realizado en plástico reforzado con fibra de vidrio. Lo componen el lanzador, una mira NC-6, el cohete y  el estuche portacohete. Aunque es principalmente un arma antitanque, el M79 también puede ser empleado contra fortificaciones enemigas. Fue hecho para recargarse rápidamente y es muy portátil. Tiene un diseño muy similar al Lanzacohetes M90.

## Manejo

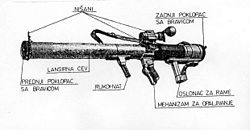
Dibujo de un M79 (OSA)

El lanzacohetes es operado por un equipo de dos hombres, un apuntador y un cargador. El cargador acopla un contenedor con su respectivo cohete en la parte trasera del tubo lanzador. El apuntador selecciona el objetivo a través de la mira CN-6. La CN-6 tiene 3,5x aumentos con un campo de visión de 10°. También cuenta con filtros antiláser para proteger al operador de láseres cegadores en el campo de batalla. Al apretar el gatillo, el motor del cohete es encendido electrónicamente y sale del lanzador a una velocidad de aproximadamente 250 mps. Es lo suficientemente preciso para ser empleado contra vehículos blindados en un alcance de 350 m, y puede emplearse contra otros objetivos a una distancia de 600 m.
Al impactar, la espoleta piezoeléctrica del cohete detona la ojiva de carga hueca, que puede penetrar hasta 400 mm en un blindaje. La espoleta es lo suficientemente sensible como para detonar la ojiva en ángulos de impacto de hasta 70 grados desde la vertical.
Después del disparo, el contenedor de cohete usado se retira del tubo lanzador y se conecta un nuevo contenedor.

## Operativo
El M79 Osa fue diseñado y fabricado por Sloboda Čačak en la antigua Yugoslavia. Ha continuado la producción en Serbia, Macedonia del Norte, y en Croacia como RL90 M95.
- Bosnia y Herzegovina-220
- Croacia-1500+
- Macedonia del Norte-300+
- Montenegro-250+
- Serbia-2.650